# 2012年ロンドンオリンピックのスロベニア選手団
2012年ロンドンオリンピックのスロベニア選手団（2012ねんロンドンオリンピックのスロベニアせんしゅだん）は、2012年7月27日から8月12日にかけてイギリスの首都ロンドンで開催された2012年ロンドンオリンピックのスロベニア選手団、およびその競技結果。

## 概要
今大会は金メダル1個、銀メダル1個、銅メダル2個の合計4個のメダルを獲得した。

## メダル
| メダル | 選手名                              | 競技   | 種目                |
| ------ | ----------------------------------- | ------ | ------------------- |
| 金     | ウルシカ・ジョルニル                | 柔道   | 女子63kg級          |
| 銀     | プリモジュ・コズムス                | 陸上   | 男子ハンマー投      |
| 銅     | ルカ・シュピック イズトク・チョップ | ボート | 男子ダブルスカル    |
| 銅     | ライモンド・デベベッチ              | 射撃   | 男子50mライフル伏射 |